# Valenzschale
Als Valenzschale bezeichnet man die äußerste mit Elektronen besetzte Schale in der Elektronenhülle eines Atoms. Sie enthält die Valenzelektronen, die für das Eingehen chemischer Bindungen („Valenzen“) zur Verfügung stehen. Die Konfiguration der Valenzschale bestimmt maßgeblich die chemischen Eigenschaften der Atome eines chemischen Elements.
Die Valenzschale kann für Elemente der Hauptgruppen maximal acht Elektronen aufnehmen, nämlich 2 im s-Orbital und 6 in den p-Orbitalen. Eine Ausnahme bilden die Elemente Wasserstoff und Helium, bei denen nur die erste Schale (1s) besetzt ist – beim Helium ist sie mit 2 Elektronen bereits voll besetzt.
Alle Edelgase außer Helium besitzen 8 Elektronen in der Valenzschale (Edelgaskonfiguration). Nach der Oktettregel befinden sich chemische Verbindungen zumeist dann in einem „stabilen Zustand“, wenn alle beteiligten Atome durch die Aufnahme oder Abgabe von Elektronen an ihre Bindungspartner (Ionenbindung) oder durch die Bildung von gemeinsamen Elektronenpaaren (Molekülbindung) die Edelgaskonfiguration erreichen.